# Штутгартська вища технічна школа
Штутґартська вища технічна школа (нім. Hochschule für Technik Stuttgart) — державний заклад вищої освіти в місті Штутґарт, столиці федеральної землі Баден-Вюртемберґ (Німеччина). Школа була заснована і придбала найбільшу популярність як центр підготовки архітекторів і будівельників.

## Історія

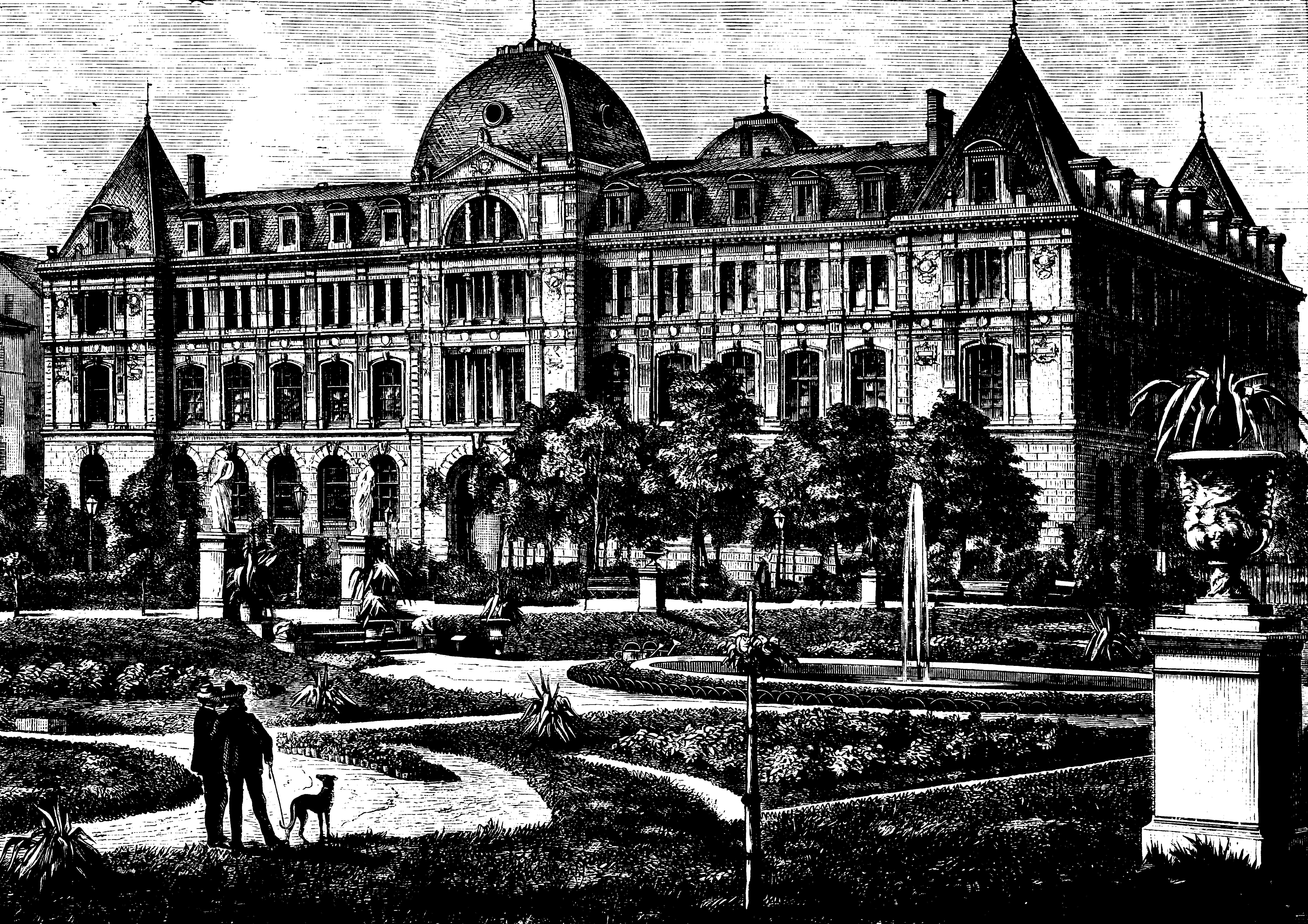
Головна будівля

Школа була заснована в 1832 році як «Зимова школа будівельників» (нім. Winterschule für Bauhandwerker). Заклад освіти повинен був здійснювати компетентну підтримку будівельників в літній час (коли велися основні будівельні роботи), а в зимовий час (коли будівельна активність завмирала) підвищувати їх професійний рівень.
У 1865 році отримала право наймати викладачів в ранзі професора, що затверджувалися королем.
Чинне досі головну будівлю було завершено в 1873 році під керівництвом архітектора Йозефа фон Егле, що управляв закладом освіти в 1848–1893 роках.
У 1988 році при ЗВО був заснований «Інститут інновацій і передачі знань імені Йозефа фон Егле» (нім. Joseph-von-Egle-Institut für Innovation und Transfer), нині «Інститут прикладних досліджень» (нім. Institut für Angewandte Forschung, IAF) .
У 2005 році приєдналася до Болонського процесу.
У різні роки використовувалися різні найменування:
- з 1832 — Зимова школа будівельників (нім. Winterschule für Bauhandwerker)
- з 1845 — Зимова будівельна школа (нім. Winterbaugewerkeschule)
- з 1869 — Вюртембергська королівська будівельна школа (нім. Königliche Württembergische Baugewerkeschule)
- з 1918 — Вюртембергська будівельна школа (нім. Württembergische Baugewerkeschule)
- з 1924 — Штутґартська державна вища будівельна школа (нім. Staatliche Höhere Bauschule Stuttgart)
- з 1938 — Штутґартська державна будівельна школа (нім. Staatsbauschule Stuttgart)
- з 1964 — Державна інженерна школа цивільного будівництва (нім. Staatliche Ingenieurschule für Bauwesen)
- з 1971 — Штутґартська професійна вища технічна школа (нім. Fachhochschule für Technik Stuttgart)
- з 1995 — Штутґартська вища технічна школа (нім. Hochschule für Technik Stuttgart)

## Факультети

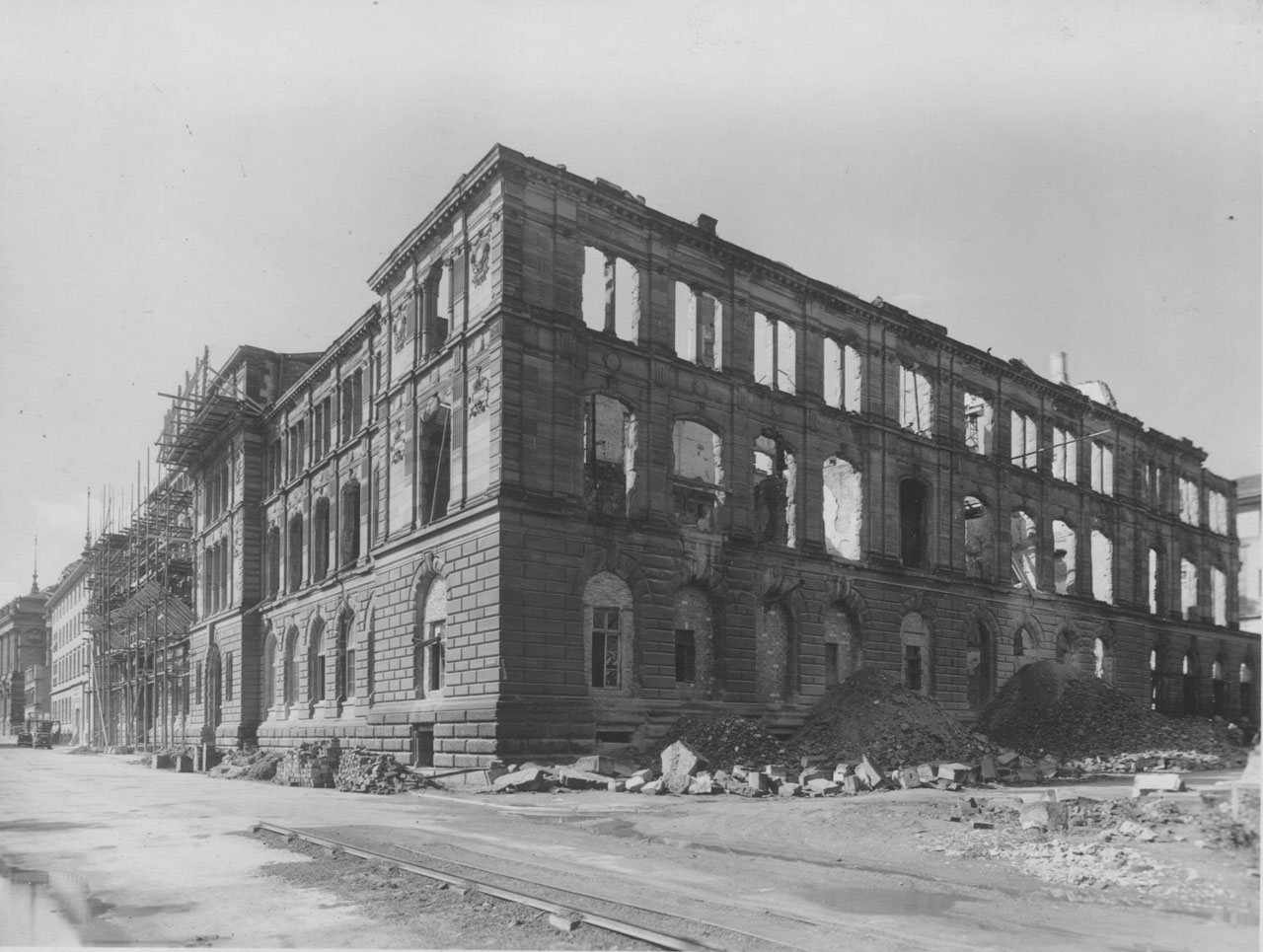
Головна будівля, пошкоджена під час Другої світової війни

Штутгартська вища технічна школа надає програми навчання (зокрема англомовні) з присвоєнням ступенів «Бакалавр» та «Магістр» на трьох факультетах:
- - Факультет архітектури та дизайну
- архітектура
- дизайн інтер'єру
- міжнародне управління проектами
- містобудування
  - Факультет цивільного будівництва, будівельної фізики та економіки
- будівельна інженерія
- будівельна фізика
- будівельна економіка
- управління будівництвом
- економічна психологія
- цивільне будівництво
- Будівництво тунелів
- управління інфраструктурою
- конструкторське проектування
- відновлювана енергетика
- охорона природи
  - Факультет геодезії, інформатики та математики
- інформатика
- інформаційна логістика
- математика
- геодезія та геоінформатика
- технології програмування
- економічна інформатика

## Дослідження
У своїй дослідницькій діяльності Штутгартська вища технічна школа робить основний акцент на областях архітектури та будівництва. У чинному при закладі вищої освіти Інституті прикладних досліджень, де зосереджена вся дослідницька активність, діють наступні міждисциплінарні Центри Компетенції:
- Центр поновлюваних енергетичних технологій
- Центр сталого розвитку міст
- Центр інтегральної архітектури
- Центр геодезії та геоінформатики
- Центр розвитку економіки і управління
- Центр промислового застосування інформатики та математики

Також в Інституті прикладних досліджень ведуться фінансовані Євросоюзом міжнародні дослідницькі проекти в області архітектурної акустики, теплоізоляція, теплофізики та використання сонячної енергії.